# Orden Negro (cómics)
El Orden Negro es el nombre de un equipo de supervillanos que aparece en los cómics estadounidenses publicados por Marvel Comics. Son un grupo de guerreros alienígenas con diversas habilidades sobrenaturales que sirven a Thanos. La iteración original consistió en Ebony Maw, Corvus Glaive, Proxima Midnight, Black Dwarf, Supergiant y Black Swan.
El Orden Negro ha aparecido en varias formas de medios, como series de televisión animadas y videojuegos. El grupo (rebautizado como los "Hijos de Thanos") hizo su debut en imagen real en la película de Marvel Cinematic Universe Avengers: Infinity War (2018). Versiones alternativas de los Hijos de Thanos aparecieron más tarde en la película Avengers: Endgame (2019) y en la serie animada de Disney+ What If...? (2021).

## Historia

### La primera versión de Thanos
El Orden Negro es un grupo de extranjeros sin escrúpulos que trabajan para Thanos. Ayudan a Thanos para arrasar mundos donde exigen tributo. Cuando Corvus Glaive, envió a uno de sus escoltas para encontrar un nuevo mundo para arrasar, el Outrider se dirigió hacia la Tierra.
El Orden Negro llega a la Tierra en busca de las Gemas del Infinito, que están bajo el control de los Illuminati. Cada miembro de la Orden apunta a un miembro de los Illuminati con diversos grados de éxito. Durante su búsqueda de las gemas, Ebony Maw encuentra al hijo de Thanos, Thane, a quien Thanos desea matar.
Durante una batalla con los Vengadores, Black Dwarf y Supergiant son asesinados, Ebony Maw traiciona a Thanos y libera a Thane. Thane atrapa a Thanos, Corvus Glaive y Proxima Midnight en una construcción de color ámbar que los deja en un estado de "muerte en vida".

### Versión de Corvus Glaive
Después de la reestructuración del multiverso, en el momento en que Thanos faltaba, Corvus Glaive formó una segunda versión del Orden Negro donde reunió a los peores criminales que el universo tenía para ofrecer como parte de su plan para crear su propio imperio. Usando una luna llamada el Cuadrante Negro que pertenecía a Thanos, Corvus Glaive y el Orden Negro comenzaron a conquistar diferentes planetas. Cuando Thanos regresó, rompió la cuchilla de la pica de Corvus Glaive. En lugar de morir a manos de Thanos, Corvus Glaive tomó la espada rota y se suicidó. Luego, Thanos recuperó el Cuadrante Negro.

### La segunda versión de Thanos
Mientras estaba encarcelado en el Triskelion, Thanos fue abordado por una misteriosa figura encapuchada que le ofreció apoyo para obtener el Mjolnir de la Tierra-1610. Thanos aceptó el trato. Para asegurarse de que fuera un éxito, Thanos formó una segunda encarnación del Orden Negro con Proxima Midnight y Cisne Negro de la Tierra-1365. Los envió a la nave del Coleccionista para obtener el Mjolnir de la Tierra-1610. Allí, el trío luchó contra Thor y Beta Ray Bill y falló al recuperar el martillo. Al regresar a Thanos, la figura encapuchada se reveló a sí misma como la diosa Asgardiana de la muerte, Hela. quien luego mató brutalmente a Cisne Negro y Proxima Midnight para demostrar su poder. Ella le dijo a Thanos que necesitaba su ayuda para reclamar su regencia de Hel y le ofreció darle la muerte que él siempre había estado buscando a cambio. Luego se besan en un abrazo apasionado.

### La versión de Challenger
Durante el arco "No Surrender", el Orden Negro se reorganizó con Ebony Maw y Cisne Negro con Corvus Glaive, Proxima Midnight y Black Dwarf de vuelta de entre los muertos, mientras que Supergiant está vivo como una proyección psíquica. La Tierra fue robada de donde solía ser el campo de batalla para la lucha del Orden Negro con una versión alienígena de la Legión Letal que fue formada por el Gran Maestro. Se reveló que este Orden Negro estaba formada por el Challenger, que es un antiguo rival del Gran Maestro. Después de que los Vengadores pusieron fin a la contienda, el Orden Negro se reagrupa en el planeta Angargal. Ellos se acercaron al Gran Maestro que tenía una oferta para ellos.

## Miembros

### La primera versión de Thanos
- Black Dwarf: Miembro del Orden Negro que posee superfuerza, densidad aumentada (la misma que una enana negra) y piel impenetrable. Es el hermano de Corvus Glaive. Fue asesinado por Ronan el Acusador.

- Corvus Glaive: El general preferido de Thanos,[13] que ha mejorado la fuerza, la velocidad, la durabilidad y la resistencia, y utiliza un pica de hoja que puede atravesar cualquier cosa. Cuando Corvus Glaive tiene la pica afilada en la mano, lo convierte en inmortal. Se suicida para evitar ser asesinado por Thanos.

- Ebony Maw: Un miembro del Orden Negro que tiene un intelecto a nivel de genio, no es un luchador, y está especializado en la persuasión. Utiliza un dispositivo de teletransportación y generador de campo de fuerza.
- Proxima Midnight: Un miembro del Orden Negro y la esposa de Corvus Glaive. Ella es una combatiente mano a mano maestra, tiene una gran fuerza y posee un alto grado de impermeabilidad a las lesiones. Su lanza se transforma en rayos de luz tóxicos inevitables. Fue asesinada por Hela.[14]

- Supergiant: Miembro del Orden Negro, es mentalmente inestable y es una parásita telépata que busca el intelecto para devorarlo. Fue asesinada por Lockjaw.

### Versión de Corvus Glaive
- Corvus Glaive - Líder. Se suicidó.
- Coven - Un trío de tres brujas sin nombre. Después de la muerte de Corvus Glaive, Coven se mantuvo aliado con Thanos.

### La segunda versión de Thanos
- Thanos
- Proxima Midnight
- Cisne Negro de Tierra - 1365

### La versión de Challenger
- Black Dwarf
- Cisne Negro
- Corvus Glaive
- Ebony Maw
- Proxima Midnight
- Supergiant

## En otros medios

### Televisión
- El Orden Negro aparece en la segunda temporada Avengers Assemble, con Proxima Midnight con la voz de Kari Wahlgren, Corvus Glaive con la voz de David Kaye, Ebony Maw con la voz de René Auberjonois, Supergiant con la voz de Hynden Walch y Black Dwarf sin diálogos. 
  - En el episodio 25, "Nuevas Fronteras", El Orden Negro aparece por primera vez en los que se infiltran en una prisión especial donde sacan a los guardias y en sus defensas con el fin de liberar a Thanos. Thanos llevó al Orden Negro de atacar Nueva Korbin causando que el Korbinite Jeter Kan llama a los Vengadores para ayudar a su mundo.[15]
  - En el episodio 26, "Un Mundo de Vengadores" el Orden Negro se une a Thanos en su ataque contra la Tierra como en la lucha de los Vengadores. Después de Thanos fue derrotado en una forma en la que se tardaría siglos para que sus partículas se unan de nuevo, y el Orden Negro se mencionan que están en bajo custodia por los Guardianes de la Galaxia.[16]

- El Orden Negro aparece en la serie de 2016 Guardians of the Galaxy, con Kari Wahlgren, David Kaye y Hynden Walch repitiendo sus papeles como Proxima Midnight, Corvus Glaive y Supergiant, mientras que Ebony Maw es interpretado por James Urbaniak y Black Dwarf es interpretado por Jesse Burch.
  - En la primera temporada, el episodio 6, "Juegos Encubiertos", Supergiant había sido capturado previamente por los Nova Corps, mientras que los otros miembros fueron vistos en el planeta desierto de Eilsel 4 planeando obtener el Arma Universal que Ronan el Acusador manejaba. Cuando ambas partes encuentran el arma universal, ambos son atacados por Titus causando una tregua temporal para evitar que Titus lo venda al Coleccionista. La mayoría del Orden Negro fueron derrotados por Titus y luego fueron arrestados por los Nova Corps. En el episodio 13, "La Armadura Destructora", el Orden Negro ataca a los Guardianes de la Galaxia en el planeta Retsemaw donde se encontraba la Armadura del Destructor. Rocket Raccoon usó la Armadura de Destructor para vencerlos fácilmente y quedaron atados para que los Nova Corps los recogieran.
  - En la segunda temporada, episodio 3, "Mentiroso", Ebony Maw demostró que ha abandonado al Orden Negro cuando se dejó influir por Mantis para unirse a los creyentes Universales. En el episodio 4, "El Huevo", Ebony Maw ha traído a Proxima Midnight y Black Dwarf al lado de los creyentes Universales. El con tres de ellos atacan a Star-Lord, Gamora y Groot en Veros Siete incluso cuando terminan en una trampa en el antiguo escondite de los Ravangers que Star-Lord ha diseñado cuando era niño. Con la ayuda de un parásito de energía que se asemeja a un ave sin nombre de un huevo que se encuentra Groot al nacer. Star-Lord, Gamora y Groot fueron capaces de escapar de la trampa y repeler a Ebony Maw, Black Dwarf y Proxima Midnight. En el episodio 8, "Tú y Yo y un perro llamado Cosmo", descubren a Star-Lord, Rocket y Groot en la nave de creyentes Universales y los encierran. Ebony Maw y Mantis drenan los poderes de Cosmo el perro espacial y descubren a los Guardianes que escapan. Llegan a Knowhere para drenar todo el poder de los Rigelianos, hasta que Drax el Destructor hace un agujero en el escudo y destruir el control de la nave de los creyentes. En el episodio 21, "Un Aliado Menos", el Orden Negro obtienen cascos centurión Nova robados de J'son y persiguen a Star-Lord y Adam Warlock a un planeta lejano hasta ser evadidos. Encuentran a Warlock con los Guardianes de la Galaxia, y son derrotados cada uno de ellos y arrebatados sus cascos. Pero cuando Warlock absorbe a J'son, volviéndose Magus, le ofrecen lealtad a él, pero los desaparece.

### Universo cinematográfico de Marvel
El Orden Negro, salvo Supergigant y, alternativamente, conocida como los "Hijos de Thanos", aparece en medios ambientados en el Universo cinematográfico de Marvel, con Ebony Maw expresada y capturada en movimiento por Tom Vaughan-Lawlor; Black Dwarf (rebautizado como Cull Obsidian) con la voz y captura de movimiento de Terry Notary; Proxima Midnight expresada y capturada en el rostro por Carrie Coon, con captura de movimiento proporcionada principalmente por la especialista Monique Ganderton; y Corvus Glaive con la voz y captura de movimiento de Michael James Shaw. Los directores Joe y Anthony Russo tomaron varias libertades creativas con la descripción del grupo, más notablemente excluyendo a Supergiant por "consolidación".
- En la película de acción real Avengers: Infinity War (2018),[20] los Hijos de Thanos ayudan a Thanos a encontrar las Gemas del Infinito y son enviados a la Tierra para recuperar las Gemas del Tiempo y de la Mente. Maw y Obsidian intentan quitarle la Gema del Tiempo del Ojo de Agamotto del Doctor Strange, mientras que Glaive y Midnight intentan robar la Gema de la Mente de Visión, pero ambos son asesinados por miembros de Los Vengadores: Maw por Tony Stark, Obsidian por Bruce Banner, Midnight por Wanda Maximoff y Glaive por Visión.
- Una versión alternativa de la línea de tiempo de los Hijos de Thanos aparece en la película de acción en vivo Avengers: Endgame (2019), con Ganderton asumiendo completamente el papel de Midnight. Viajan en el tiempo hasta 2023 para ayudar a Thanos a evitar que los Vengadores frustren sus planes. Sin embargo, durante la batalla que siguió, Obsidian es aplastado hasta la muerte por Scott Lang / Giant-Man, Glaive es asesinado por Okoye y Midnight y Maw se desintegran cuando Stark usa las Gemas del Infinito.[21]
- Una versión alternativa de la línea de tiempo del Orden Negro aparece en la serie animada de Disney+ ¿Qué pasaría si...?, episodio " ¿Qué pasaría si... T'Challa se convirtió en un Star-Lord?", con Coon y Vaughan-Lawlor repitiendo sus papeles mientras Glaive es interpretado por Fred Tatasciore y Obsidian (bajo su nombre original Black Dwarf) no tiene diálogo. Esta versión del grupo se convirtió en agentes de seguridad para el Coleccionista después de que asumió el papel del "capo más despiadado del inframundo intergaláctico" cuando Thanos se reformó y dejó vacante el puesto. El Orden Negro lucha contra Thanos y los Devastadores, durante la cual Glaive recibe un disparo de Nebula, Maw recibe un disparo de la esclava del Coleccionista, Carina, Dwarf es asesinado por Nebula a través de las Ascuas del Génesis, y Midnight se ve envuelta en la terraformación resultante de Knowhere.

### Videojuegos
- El Orden Negro aparece en Marvel: Avengers Alliance (2012).
- El Orden Negro aparece en Marvel Future Fight (2015).[22]
- Dos miembros del Orden Negro, Proxima Midnight y Corvus Glaive, aparecen en Marvel: Contest of Champions (2014).
- El Orden Negro aparece en Lego Marvel Super Heroes 2 en Avengers: Infinity War DLC Pack.